# 菊茂琴昇
菊茂 琴昇（きくしげ きんしょう、1914年 - 2007年）は、日本の検校。
徳島県阿南市生まれ。建設業藤代宇一・あさ夫婦の長男として出生。本名藤代一市。生後間もなく眼病罹り失明。2歳で神戸に移り、5歳で菊西繁樹に師事。大阪系生田流（菊筋）箏曲、野川流三味線の免許皆伝、大検校となる。
妹弟弟子に菊端園子、菊艶操山の他、師匠菊西繁樹の四女菊西正子（大勾当）がいる。CDに「最後の大検校菊茂琴昇の芸」「米寿記念大検校菊茂琴昇」「三下り八段～菊茂琴昇の三弦」がある。